# 湛姓
湛姓為中文姓氏之一，在《百家姓》中排名第103位。

## 起源
夏朝时大禹的氏族姒姓有一分支斟灌氏曾建立诸侯国。斟灌氏古国的地点，位於现今山东省寿光县東北四十里斟灌店。帝相二十年（辛卯，前2010年），寒浞遣其子寒浇攻灭斟灌氏，斟灌氏国的族人逃亡后，将斟灌两字各取一半，合成「湛」字作为姓。

## 延伸阅读
[在维基数据编辑]
 《百家姓》
 《欽定古今圖書集成·明倫彙編·氏族典·湛姓部》，出自陈梦雷《古今圖書集成》